# Mr. Nobody
Pour les articles homonymes, voir Mr. Nobody (homonymie).
Pour plus de détails, voir Fiche technique et Distribution.
Mr. Nobody est un film dramatique de science-fiction écrit et réalisé par Jaco Van Dormael, présenté en compétition à la Mostra de Venise 2009 et sorti en salles l’année suivante.
Coproduction internationale entre la Belgique, la France, l'Allemagne et le Canada, il s'agit du premier long métrage en langue anglaise du réalisateur. Le film met en scène Jared Leto dans le rôle de Nemo Nobody, dernier mortel sur Terre après que l'humanité a atteint une quasi-immortalité. Âgé de 118 ans, Nemo revient sur sa vie et raconte différentes versions de son passé, explorant l'impact de décisions clés à travers une narration non linéaire qui prend en compte l'hypothèse du multivers. Le casting inclut également Sarah Polley, Diane Kruger, Linh-Dan Pham, Rhys Ifans, Natasha Little, Toby Regbo et Juno Temple.
Van Dormael commence à développer Mr. Nobody en 2001 et consacre plusieurs années à l'écriture d'un scénario mêlant science spéculative, cinéma expérimental et thèmes liés aux émotions humaines. Le tournage a lieu de juin à septembre 2007 en Belgique, Allemagne et au Canada, avec le directeur de la photographie Christophe Beaucarne utilisant le format 35 mm. Cela est suivi par un long processus de post-production, incluant des effets visuels, qui s'étend sur un an et demi. Le film marque la dernière collaboration avec le compositeur Pierre Van Dormael, frère du réalisateur, mort peu après avoir terminé la bande originale.
Mr. Nobody est présenté en avant-première à la Mostra de Venise 2009, où il remporte l'Osella d'or. À la suite de divergences avec les producteurs sur la longueur du film, la stratégie de distribution est révisée, conduisant à une sortie limitée dans certains pays, à commencer par la Belgique et la France le 13 janvier 2010, avant une diffusion élargie en streaming sur les marchés internationaux. Le film est bien accueilli par la critique, qui loue son scénario, son esthétique visuelle, sa bande originale et les prestations de l’équipe d’acteurs, bien que sa structure narrative suscite des débats. Il reçoit le prix André-Cavens de l'Union de la critique de cinéma et est nommé à sept Magritte, remportant six récompenses, dont celles du meilleur film et de la meilleure réalisation.

## Synopsis
En 2092, l'humanité a réussi à maîtriser le renouvellement continu des cellules et est donc devenue immortelle. Le monde est alors en fascination devant Nemo Nobody, le dernier mortel sur Terre, âgé de 118 ans, alors qu'il est mourant. Curieux de connaître la vie avant la quasi-immortalité, Nemo est interrogé et le psychiatre Docteur Feldheim utilise l'hypnose pour aider Nemo à se rappeler ses souvenirs tandis qu'un journaliste note les dires de Nemo, se rendant compte que ses propos sont contradictoires. Nemo raconte sa vie à travers trois moments importants : à 9 ans, lors du divorce de ses parents ; à 15 ans, lorsqu'il tomba amoureux ; et à 34 ans, devenu adulte, chacune des histoires ayant plusieurs fins alternatives.
Nemo explique qu'avant la naissance, les enfants se souviennent de tout ce qui va arriver dans leur vie. Au moment de la conception, les anges de l'Oubli effacent leur mémoire. Cependant, les anges oublient Nemo, ce qui lui permet de se « souvenir » des différentes possibilités de sa vie. À neuf ans, sur le quai d'une gare, il est forcé de choisir entre partir avec sa mère dans le train ou rester sur le quai avec son père. Dans l'un des scénarios, il parvient à monter dans le train tandis que dans l'autre, il reste avec son père.
Avec sa mère
Nemo, maintenant âgé de 15 ans, est devenu un adolescent rebelle qui vit avec sa mère et Harry, son nouveau partenaire, à Montréal. Anna, une nouvelle jeune fille, arrive dans sa classe et il en tombe amoureux. Un jour sur la plage, Anna lui demande s'il veut venir nager avec elle et ses amis. Nemo insulte ses amis et Nemo et Anna ne se revoient quasiment plus.
Dans une autre vie, Nemo avoue à Anna qu'il ne sait pas nager ; les deux adolescents passent du temps ensemble et tombent amoureux. Anna se révèle être la fille de Harry et ils commencent une liaison amoureuse. Ils vouent leur vie l'un à l'autre. Quand Harry et la mère de Nemo se séparent, Anna part à New York avec son père et perd le contact avec Nemo. Des années plus tard, Nemo est devenu nettoyeur de piscines en espérant revoir Anna. Ils finissent par se retrouver dans une gare et se reconnaissent immédiatement. Après une réunion passionnée, Anna lui annonce qu'elle n'est pas tout à fait prête à reprendre la relation. Elle lui donne son numéro et lui demande de l'appeler dans deux jours et de se retrouver près d'un phare. Cependant, Nemo perd le numéro quand la première goutte d'une pluie torrentielle l'efface. Nemo attend au phare tous les jours, mais Anna ne vient pas.
Dans une autre vie, Anna et Nemo sont mariés et ont des enfants. Nemo travaille dans un studio de télévision et présente des programmes d'éducation. Un soir, en rentrant chez lui, il percute un oiseau, perd le contrôle de sa voiture et tombe dans un lac où il se noie.
Avec son père
Nemo décide de rester avec son père, qui devient handicapé. Il travaille dans une boutique et écrit une histoire de science-fiction à propos d'un voyage sur Mars pendant son temps libre. Au bal de promo, il rencontre Elise et en tombe amoureux. Quelques jours plus tard, il se rend chez Elise mais la voit avec son petit ami de vingt-deux ans. Frustré, il part sur sa motocyclette, a un accident et est hospitalisé dans un état végétatif. Bien qu'il puisse percevoir le monde à travers ses sens, il ne peut plus bouger ni parler. Il détecte la réunion de ses parents à son chevet. Nemo tente de se souvenir du mouvement de ses doigts sur la machine à écrire et parvient à lever un doigt.
Dans une autre vie, Nemo parle avec Elise sur le seuil de sa maison et apprend qu'elle est toujours amoureuse de Stefano, son petit ami. Nemo n'en démord pas et continue de lui prouver ses sentiments. Elise est finalement conquise et ils se marient quelques années plus tard. Dans une version de cette vie, Elise meurt dans un accident au retour du mariage. Nemo garde ses cendres, lui ayant promis de les disperser sur Mars. Dans un futur très lointain, Nemo emmène les cendres d'Elise sur Mars et les disperse sur la surface de la planète. Sur le vaisseau le ramenant sur Terre, il rencontre Anna. Avant qu'ils ne puissent se dire grand chose, le vaisseau est détruit par des météorites. Dans une version alternative, Nemo travaille dans le même studio de télévision mais c'est son assistant qui se noie. La veuve de son assistant est Anna, qu'il reconnaît. Dans une autre version alternative, Nemo et Elise sont mariés et ont trois enfants. Cependant, leur union est malheureuse car Elise souffre de trouble de la personnalité borderline et de dépression chronique. Elle a des crises d'hystérie et, malgré les tentatives de Nemo de sauver leur mariage, finit par quitter ce dernier pour retrouver Stefano.
Dans une autre vie, après avoir été rejeté par Elise, Nemo se résout à épouser la première fille qui dansera avec lui au bal de promo. Cette nuit, il danse avec Jeanne. En la ramenant chez elle, Nemo jure de l'épouser et d'avoir une belle vie. Il y parvient et a deux enfants avec Jeanne mais est toutefois malheureux et sa vie ne lui plait pas. Il lègue tous ses biens à Jeanne et quitte sa famille. En faisant maintenant toutes ses décisions avec un jeté de pièce, il va à l'aéroport, prétend être un voyageur nommé Daniel Jones et est amené à l'hôtel par un chauffeur. Dans la chambre d'hôtel, Nemo est assassiné pendant son bain et son corps est jeté par les assassins se rendant compte qu'ils ont tué la mauvaise personne.
En se remémorant tous les chemins que sa vie a pris ou aurait pu prendre, Nemo, adulte, se réveille dans un monde surréaliste dominé par le motif en losanges. Le monde paraît artificiel, comme un décor de film, et semble prendre des éléments de ses autres vies. En suivant des indices parsemés dans la ville, Nemo finit par arriver dans une maison en bois abandonnée. Il y trouve un lecteur de DVD et un téléviseur. En lançant la vidéo, le Nemo de 118 ans converse avec le Nemo de 34 ans. Il lui explique qu'il n'existe pas et qu'il y a une dimension où Nemo Nobody n'est jamais né et où sa conscience est coincée dans une espèce de cryogénie. Il lui annonce qu'il vit l'histoire en partant de la fin et qu'il doit rester en vie jusqu'au 12 février 2092 à 5 heures 50 du matin.
Épilogue
Avant de mourir, M. Nobody dit au journaliste qu'aucun d'entre eux n'existe et qu'ils ne sont des fragments de l'esprit d'un Nemo de 9 ans qui n'arrive pas à se décider sur le quai de la gare. Le jeune garçon tente de prendre la bonne décision en voyant la conclusion de chacune, puis décide de choisir la troisième option : ne pas faire du tout de choix. Il quitte ses deux parents et s'enfuit dans un futur inconnu. Avant sa mère, Nemo se rappelle sa réunion avec Anna, qui a fini par venir au phare, et choisit comme dernière parole « Anna », ce qui laisse croire que cette version de sa vie et les événements l'y ayant amené étaient les vrais.
L'heure annoncée arrive et les derniers mots de M. Nobody sont rediffusés et visionnés par le monde entier. L'expansion de l'univers s'arrête et le temps semble revenir en arrière. L'univers cesse de s'étendre et commence à se contracter. La vie de Nemo se simplifie alors : il peut revenir en enfance, voir ses parents se remettre ensemble et être avec Anna. L'homme de 118 ans ricane de triomphe alors qu'il se rend compte que son alter ego jeune a finalement trouvé son véritable amour et sa véritable vie.

## Fiche technique
- Titre original : Mr. Nobody
- Réalisation : Jaco Van Dormael
- Scénario : Jaco Van Dormael
- Photographie : Christophe Beaucarne (directeur de la photographie)
- Montage : Matyas Veress, Susan Shipton
- Direction artistique : Stéphane Taillasson
- Décors : Sylvie Olivé
- Costumes : Ulla Gothe
- Musique : Pierre Van Dormael
- Production : Philippe Godeau, Alfred Hürmer (coprod.), Marco Mehlitz (coprod.), Christian Larouche (coprod.), Jaco Van Dormael (coprod.), Jean-Yves Asselin (prod. délégué)
- Société de production : Pan-Européenne
- Société de coproduction : Virtual Films, Christal Films, Pathé, Integral Films, Lago Film, Toto & Co Films, ARD Degeto Film, Climax Films, France 2 Cinéma, France 3 Cinéma, Poisson Rouge Pictures
- Société de distribution : Wild Bunch
- Budget : 33 000 000 €[1]
- Pays d'origine :  Belgique,  Canada,  France et  Allemagne
- Langue originale : anglais
- Format : couleurs - 35 mm - 2,35:1 (CinemaScope) - son Dolby SRD
- Genre : drame, science-fiction
- Durée : 141 minutes
- Dates de sortie :
  - septembre 2009 : Mostra de Venise
  - 13 janvier 2010 ( France,  Belgique,  Suisse romande)
  - 8 juillet 2010 ( Allemagne)
  - 16 juillet 2010 ( Canada)
- Classification : 
  -  Allemagne : - 12 ans[N 1]
  -  Japon : PG12[N 2]
  -  Royaume-Uni : - 15 ans[N 3]

## Distribution

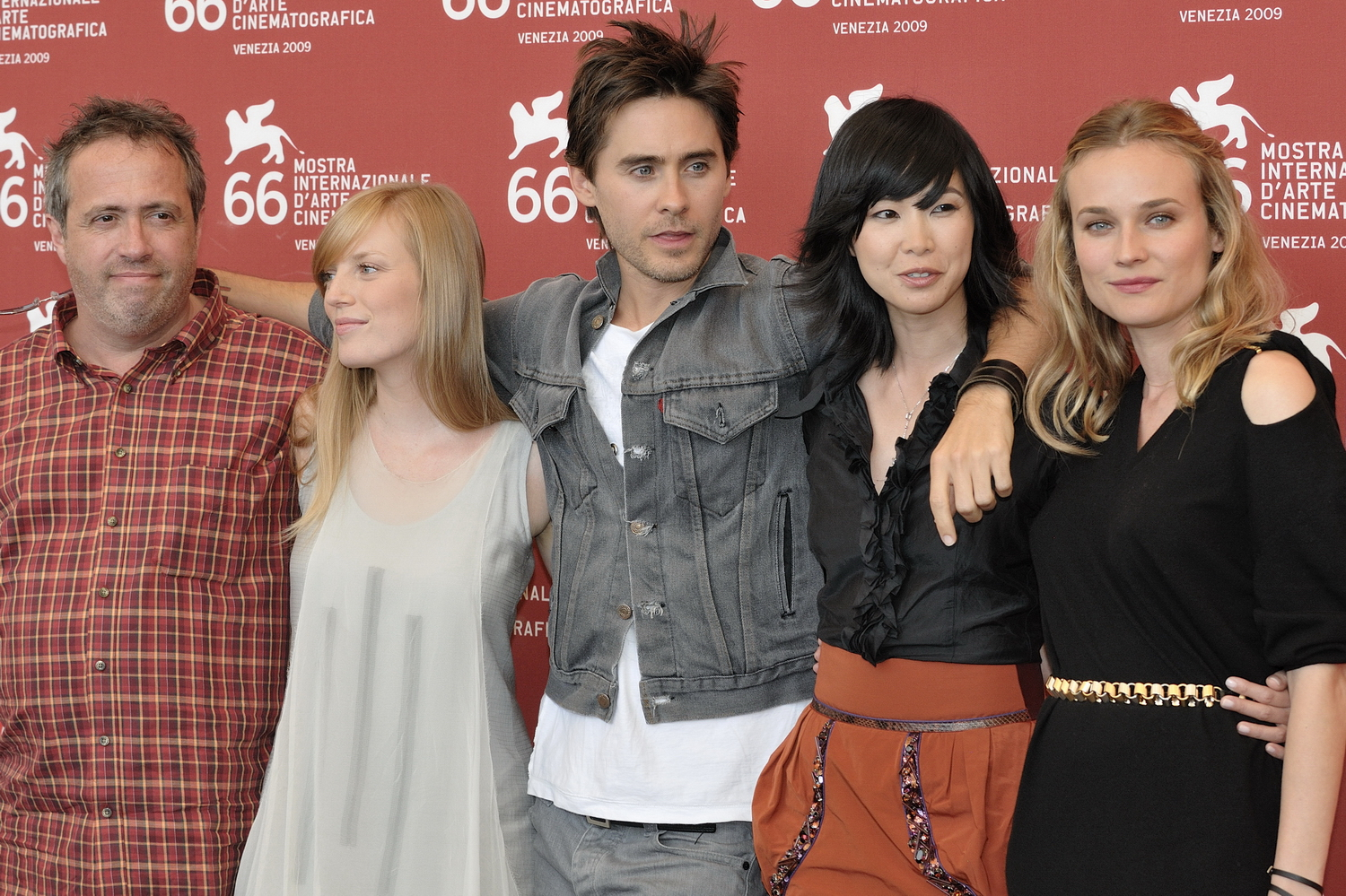
Le réalisateur Jaco Van Dormael en compagnie des acteurs Sarah Polley, Jared Leto, Linh Dan Pham et Diane Kruger lors de la Mostra de Venise 2009

- Jared Leto (VF : Bernard Eylenbosch) : Nemo Nobody
- Sarah Polley (VF : Charlotte Pauwels) : Elise
- Diane Kruger (VF : elle-même) : Anna
- Linh Dan Pham (VF : elle-même) : Jeanne
- Rhys Ifans (VF : Rémy Darcy) : le père de Nemo
- Natasha Little (VF : Jeanne Savary) : la mère de Nemo
- Toby Regbo (VF : Pierre Boulanger) : Nemo (15 ans)
- Juno Temple : Anna (15 ans)
- Clare Stone : Elise (15 ans)
- Thomas Byrne (VF : Antonin Icovic) : Nemo (9 ans)
- Audrey Giacomini : Jeanne (15 ans)
- Laura Brumagne : Anna (9 ans)
- Allan Corduner : Dr Feldheim
- Daniel Mays : le journaliste
- Pascal Duquenne : Henry
- Catherine Demaiffe : infirmière
- Laurent Capelluto : le premier homme en noir
- Harry Cleven : le second homme en noir

Source et légende : version française (VF) sur le site d’Alter Ego (la société de doublage)

## Production
Jaco Van Dormael a mis sept ans à écrire le scénario du film. Le point de départ de ce projet est È pericoloso sporgersi, un court métrage que Van Dormael a réalisé en 1982 et qui traitait déjà de la problématique du choix et de ce qui en découle. Avec Mr. Nobody, le véritable défi était, pour le réalisateur, d'arriver à parler au cinéma, qui est simplificateur, de l'extrême complexité de la réalité qui nous entoure. Le scénario est paru en novembre 2006 aux Éditions Stock dans un ouvrage au nom homonyme. Pour chacune des vies de Mr. Nobody, le réalisateur et le chef opérateur Christophe Beaucarne ont inventé des véritables « grammaires visuelles », usant de la caméra à l'épaule, du hors champs ou encore de la distance, des couleurs et du flou pour les différencier.

## Bande originale
La bande originale du film sort en Belgique le 26 janvier 2010 sur le label Mogno Music.
Comme les précédents films de Jaco Van Dormael, la bande originale de Mr. Nobody a été écrite par son frère Pierre Van Dormael. Il a travaillé sur des thèmes simples et sur des boucles qui se décalent les unes par rapport aux autres, « un mélange de simplicité apparente et de complexité sous-jacente ». Il a écrit des thèmes qui se superposent pour en former un nouveau, chacun des thèmes continuant à exister tout en étant mélangé à l'autre. Le réalisateur voulait une musique qui ne force pas l'émotion, ainsi lui et Pierre choisissent une orchestration minimaliste, sans orchestre symphonique, le plus souvent avec une guitare seule. Jaco Van Dormael affirma « Nous voulions que l'on sente l'instrument et la personne qui joue. Ce parti pris résume d’ailleurs cette aventure : un projet un peu maximaliste avec une approche minimaliste ». 
Mr. Nobody est le dernier film du compositeur Pierre Van Dormael avant sa mort en 2008. Sa musique remporta le Magritte de la meilleure musique originale pendant la 1re cérémonie des Magritte.
| No  | Titre                  | Durée |
| --- | ---------------------- | ----- |
| 1.  | Sous les draps         | 2:55  |
| 2.  | Trois petites filles   | 1:47  |
| 3.  | Waltz                  | 1:42  |
| 4.  | La nature des peurs    | 1:53  |
| 5.  | Du bout des doigts     | 1:39  |
| 6.  | Le temps immobile      | 2:24  |
| 7.  | Cercles                | 2:35  |
| 8.  | Celui qui n'existe pas | 0:53  |
| 9.  | Sous les draps         | 4:13  |
| 10. | Au fond des bois       | 2:28  |

## Exploitation

### Promotion
Une version initiale du film, plus longue, est rejetée pour la compétition du Festival de Cannes 2009, qui offre à cette version une place hors compétition,. Le producteur Philippe Godeau refuse cette offre. La décision prise par le Festival de Cannes de ne pas exposer le film crée une controverse nationale en Belgique. Finalement, le studio tient l'avant-première du film à la 66e édition de la Mostra de Venise le 12 septembre 2009. Le film est ensuite projeté au Festival international du film de Toronto, au Festival international du film fantastique de Catalogne et au Festival international du film de Stockholm avant sa sortie en salles,.
La version « director's cut » peut finalement être projetée dans quelques salles à compter de mars 2010.

### Box-office
| Pays     | Box office  | Nombre de semaines | Classement |
| -------- | ----------- | ------------------ | ---------- |
| Belgique | 816 771 $   | 23                 | 4          |
| Espagne  | 322 056 $   | 11                 | 10         |
| Finlande | 217 774 $   | 8                  | 9          |
| France   | 1 051 211 $ | 2                  | 8          |
| Pologne  | 334 114 $   | 5                  | 6          |
| Russie   | 590 330 $   | 38                 | 10         |

Le film sort en Belgique le 13 janvier 2010 dans 36 salles et rapporte 227 917 $ pour son premier week-end d'exploitation, avec une moyenne de 6 331 $ par copie. Il atteint la quatrième place au box-office derrière Avatar, Sherlock Holmes et Alvin et les Chipmunks 2, et surpasse la concurrence de Tempête de boulettes géantes, Invictus et Twilight, chapitre II : Tentation. Au cours du deuxième week-end, le film a chuté de 21,9 % du chiffre d'affaires, en gagnant 178 098 $. Le film sort en France dans 150 cinémas et atteint la huitième place au box-office avec 640 517 $ lors de sa première semaine d'exploitation. Il réalise 142 536 entrées en France, 97 965 en Belgique, 85 604 en Russie et 70 518 en Pologne. Selon les données du Centre du Cinéma et de l'Audiovisuel, Mr. Nobody est l'un des dix films ayant réalisé le plus de recettes en 2010 en Belgique.

### Accueil critique
L'avant-première du film a eu lieu le 12 septembre 2009, en compétition à la Mostra de Venise 2009. Il a été accueilli sous les applaudissements des critiques cinématographiques et reçoit également dix minutes d'applaudissement lors de la projection publique. Le jury du festival remet à Sylvie Olivé le prix de la meilleure contribution technique et à Van Dormael le prix du meilleur film biographique,.
Le site américain Rotten Tomatoes rapporte que 67 % des 27 critiques sélectionnées donnaient un avis positif sur le film, avec une moyenne de 6.6⁄10. Sur le même site, le Top Critic, constitué des avis des professionnels les plus populaires des milieux de la presse écrite, de l’Internet, de la télévision et de la radio notait positivement le film à 80 % avec une note moyenne de 7,3 sur 10 sur un échantillon de cinq critiques. Damon Wise du magazine Empire considère Mr. Nobody comme un film culte, pour sa philosophie et sa photographie, son caractère personnel et la musique de Pierre Van Dormael. Le critique du Soir, Nicolas Crousse écrit : « Sur ce scénario passionnant, qui transforme les réflexions d'Ilya Prigogine (la théorie du chaos) et d'Henri Laborit (l'éloge de la fuite) en cinéma, Jaco Van Dormael a bâti une œuvre prodigieusement audacieuse, autour d'une polyphonie narrative rythmée de mélodies populaires. Une œuvre importante, qui pourrait valoir, comme à certains de ses prédécesseurs (on pense au 2001, l'Odyssée de l'espace de Stanley Kubrick, martyrisé à sa sortie), un accueil très divisé. Déconcertant, certes, mais fascinant, riche tant esthétiquement qu'intellectuellement, habité par des moments magiques, sinon d'anthologie, Mr. Nobody mérite sa décoration de film ovni. Ce cauchemar surréaliste fait désormais partie de notre patrimoine artistique ». Fernand Denis de La Libre Belgique écrit : « Avec ingéniosité, malice, humour et tension, Jaco interconnecte ces récits. Et tout ce qu’on peut regretter, c'est qu'il ne dispose pas de plus de temps pour donner encore davantage de chair aux vies de Nemo. Car si le temps réel de Mr. Nobody est de 2h18, son temps perçu est infiniment plus court. Un film vertigineux ».
En France, le film reçoit des critiques mitigées. Le site AlloCiné, qui regroupe plusieurs critiques de la presse spécialisée et des grands quotidiens français, lui attribue une note moyenne de 2,8⁄5. On remarque notamment les cinq étoiles des 20 minutes, dans lequel on peut lire que « Mr. Nobody, bouleversant poème filmé, présente un garçon pas comme les autres, incarné par le très convaincant Jared Leto », ou Brazil, qui écrit « Mr. Nobody est le genre de film qui vous emporte instantanément avec lui dès les premières minutes, et ne vous lâche plus ». Pierre Fornerod de Ouest-France donne au film deux étoiles sur cinq et écrit « Van Dormael joue avec les hasards et les coïncidences. La démonstration est lourde et longue, mais esthétiquement, c'est superbe ». Libération lui donne la même note, écrivant « On a un peu le sentiment que le cinéaste est tombé dans sa blague et que personne dans son entourage n'a eu le courage d'aller le repêcher ».
Cependant, sur Allociné, malgré l'avis mitigé de la presse, le film récolte une excellente note de 4/5 par le public.

## Récompenses  et distinctions

### Récompenses
| Année                                        | Cérémonie ou récompense                  | Prix                 | Lauréat(es) |
| -------------------------------------------- | ---------------------------------------- | -------------------- | ----------- |
| 2009                                         |                                          |                      |             |
| Mostra de Venise                             | Osella d'or                              | Sylvie Olivé         |             |
| Mostra de Venise                             | Biografilm Award                         |                      |             |
| Festival international du film de Catalogne  | Meilleur maquillage                      | Kaatje Van Damme     |             |
| Festival international du film de Stockholm  | Meilleure photographie                   | Christophe Beaucarne |             |
| 2010                                         |                                          |                      |             |
| Biografilm Festival                          | Prix du public                           |                      |             |
| Puchon International Fantastic Film Festival | Meilleur acteur                          | Jared Leto           |             |
| Fonskes                                      | Meilleur film belge                      |                      |             |
| American Film Institute                      | Meilleurs films européens                |                      |             |
| Prix du cinéma européen                      | Prix du public                           |                      |             |
| Union de la critique de cinéma               | Meilleur film                            |                      |             |
| 2011                                         |                                          |                      |             |
| Magritte du cinéma                           | Meilleur film                            |                      |             |
| Magritte du cinéma                           | Meilleur réalisateur                     | Jaco Van Dormael     |             |
| Magritte du cinéma                           | Meilleur scénario original ou adaptation | Jaco Van Dormael     |             |
| Magritte du cinéma                           | Meilleure image                          | Christophe Beaucarne |             |
| Magritte du cinéma                           | Meilleur montage                         | Matyas Veress        |             |
| Magritte du cinéma                           | Meilleure musique originale              | Pierre Van Dormael   |             |
| 2012                                         |                                          |                      |             |
| Silverback Awards                            | Meilleur film                            |                      |             |
| Silverback Awards                            | Meilleur réalisateur                     | Jaco Van Dormael     |             |

### Nominations
| Année                                          | Cérémonie ou récompense                                | Prix                                                      | Nommé(es) |
| ---------------------------------------------- | ------------------------------------------------------ | --------------------------------------------------------- | --------- |
| 2008                                           |                                                        |                                                           |           |
| Visuelt                                        | Meilleure affiche                                      | Kåre Martens                                              |           |
| 2009                                           |                                                        |                                                           |           |
| Mostra de Venise                               | Lion d'or                                              |                                                           |           |
| Mostra de Venise                               | Grand prix du jury                                     |                                                           |           |
| Mostra de Venise                               | Coupe Volpi pour la meilleure interprétation masculine | Jared Leto                                                |           |
| Mostra de Venise                               | Prix FIPRESCI                                          |                                                           |           |
| Festival international du film de Catalogne    | Meilleur film                                          |                                                           |           |
| Festival international du film de Stockholm    | Meilleur film                                          |                                                           |           |
| 2010                                           |                                                        |                                                           |           |
| Festival international du film de Karlovy Vary | Prix du public                                         |                                                           |           |
| Puchon International Fantastic Film Festival   | Meilleur film                                          |                                                           |           |
| 2011                                           |                                                        |                                                           |           |
| Magritte du cinéma                             | Meilleur son                                           | Emmanuel de Boissieu Frédéric Demolder Dominique Warniert |           |
| 2012                                           |                                                        |                                                           |           |
| Silverback Awards                              | Prix du public                                         |                                                           |           |